# Аридна клима
Аридна клима (лат. aridus — „суви”) или сува клима је клима која се одлукује већим износом годишњег испаравања од количине падавина. Карактерише је мала облачност, недостатак падавина, значајан број сунчевих сати и велике температурне амплитуде. Сува клима је својствена за пустиње и полупустиње.